# Paraterulia grandis
Paraterulia grandis är en insektsart som beskrevs av Nielson 1979. Paraterulia grandis ingår i släktet Paraterulia och familjen dvärgstritar. Inga underarter finns listade i Catalogue of Life.